# رودرولده
رودرولده (به هلندی: Roderwolde) یک منطقهٔ مسکونی در هلند است که در نوردن‌فلد واقع شده‌است.